# Nový židovský hřbitov v Chodové Plané
Nový židovský hřbitov v Chodové Plané, založený roku 1890, leží v ulici vedoucí na jih od zámku a starého židovského hřbitova necelých 200 m jižně od komunálního hřbitova na pozemkové parcele číslo 296/1 na katastrálním území městysu Chodová Planá, do jehož majetku patří.
V areálu se nachází kolem 120 náhrobních kamenů. Za nacistické okupace byl zpustošen a až po roce 1990 opět zčásti obnoven díky americké nadaci Synagogue Memorial, a to včetně nové kované brány s Davidovými hvězdami v portálu. Dochovala se zde tzv. kohanitská branka.
V městysu se též nacházela synagoga.